# Aksel Bech Skot-Hansen
Aksel Bech Skot-Hansen (født 11. juni 2000 i Hjortshøj) er en cykelrytter fra Danmark, der senest kørte for ColoQuick Cycling.

## Karriere
Som 10-årig meldte Skot-Hansen sig ind i CK Djurs. Fra 2017 til 2018 kørte han for det Silkeborg-baserede juniorhold Team Mascot Workwear. I 2019 skrev han kontrakt med det danske kontinentalhold Team ColoQuick. Har blev det i debutsæsonen til tre sejre, hvor sejren ved 3. afdeling af Demin Cup var den største.
2020-sæsonen for Aksel Bech Skot-Hansen blev præget af den globale coronaviruspandemi og skader. Kort tid før Randers Bike Week fik han en overbelastningsskade, men blev alligevel nummer fem på løbets anden etape. Ved U23-rytternes løb til EM i landevejscykling 2020 styrtede han og brækkede albuen. Dette blev derfor sæsonens sidste løb. I november forlængede han kontrakten med ColoQuick, så den også var gældende for 2021.